# 京奉铁路汤河桥
京奉铁路汤河桥，位于秦皇岛市，是秦皇岛市文物保护单位。

## 简介
京奉铁路汤河桥是2009年第三次全国文物普查重要新发现，属于近现代重要史迹及代表性建筑。也是河北省第三次全国文物普查重要新发现。京奉铁路汤河桥已被列为秦皇岛市文物保护单位。